# Donji Podgradci
Donji Podgradci (cyr. Доњи Подградци) – wieś w Bośni i Hercegowinie, w Republice Serbskiej, w gminie Gradiška. W 2013 roku liczyła 758 mieszkańców.